# John Manners, 7. vévoda z Rutlandu
John Manners, 7. vévoda z Rutlandu (John James Robert Manners, 7th Duke of Rutland, 7th Marquess of Granby, 15th Earl of Rutland, 7th Baron Manners of Haddon) (13. prosince 1818, Belvoir Castle, Anglie – 4. srpna 1906, Belvoir Castle, Anglie) byl britský státník ze šlechtického rodu Mannersů, patřil k významným osobnostem Konzervativní strany 19. století. Celkem čtyřicet let byl poslancem Dolní sněmovny, v různých funkcích byl členem šesti vlád. Během své politické dráhy byl známý jako lord John Manners, titul vévody zdědil až v roce 1888. Byl rytířem Podvazkového řádu, proslul také jako spisovatel.

## Život
Narodil se na hlavním rodovém sídle Belvoir Castle (Leicestershire) jako čtvrtý syn 5. vévody z Rutlandu (dva nejstarší bratři zemřeli v dětství), po matce Elizabeth Howardové (1780-1825) byl vnukem 5. hraběte z Carlisle. Studoval v Etonu a Cambridge, v roce 1841 byl poprvé zvolen do Dolní sněmovny Již ve 40. letech 19. století se zařadil mezi vlivné členy strany toryů, respektive Konzervativní strany, a zabýval se problematikou průmyslu a obchodu. V roce 1852 byl jmenován členem Tajné rady a v Derbyho vládách třikrát zastával funkci ministra veřejných prací (první komisař veřejných prací – First Commissioner of Works, 1852, 1858-1859 a 1866-1868). V Disraeliho vládě byl generálním poštmistrem (1874-1880), tento post zastával i v prvním Salisburyho kabinetu (1885-1886). Nakonec byl lordem kancléřem vévodství lancasterského (tj. ministrem bez portfeje, 1886-1892).
Po starším bratrovi zdědil v roce 1888 titul vévody z Rutlandu a přešel do Sněmovny lordů, v roce 1880 obdržel velkokříž Řádu lázně, v roce 1891 získal Podvazkový řád. Uplatnil se také jako spisovatel a získal čestné doktoráty v Oxfordu a Cambridge.

## Rodina

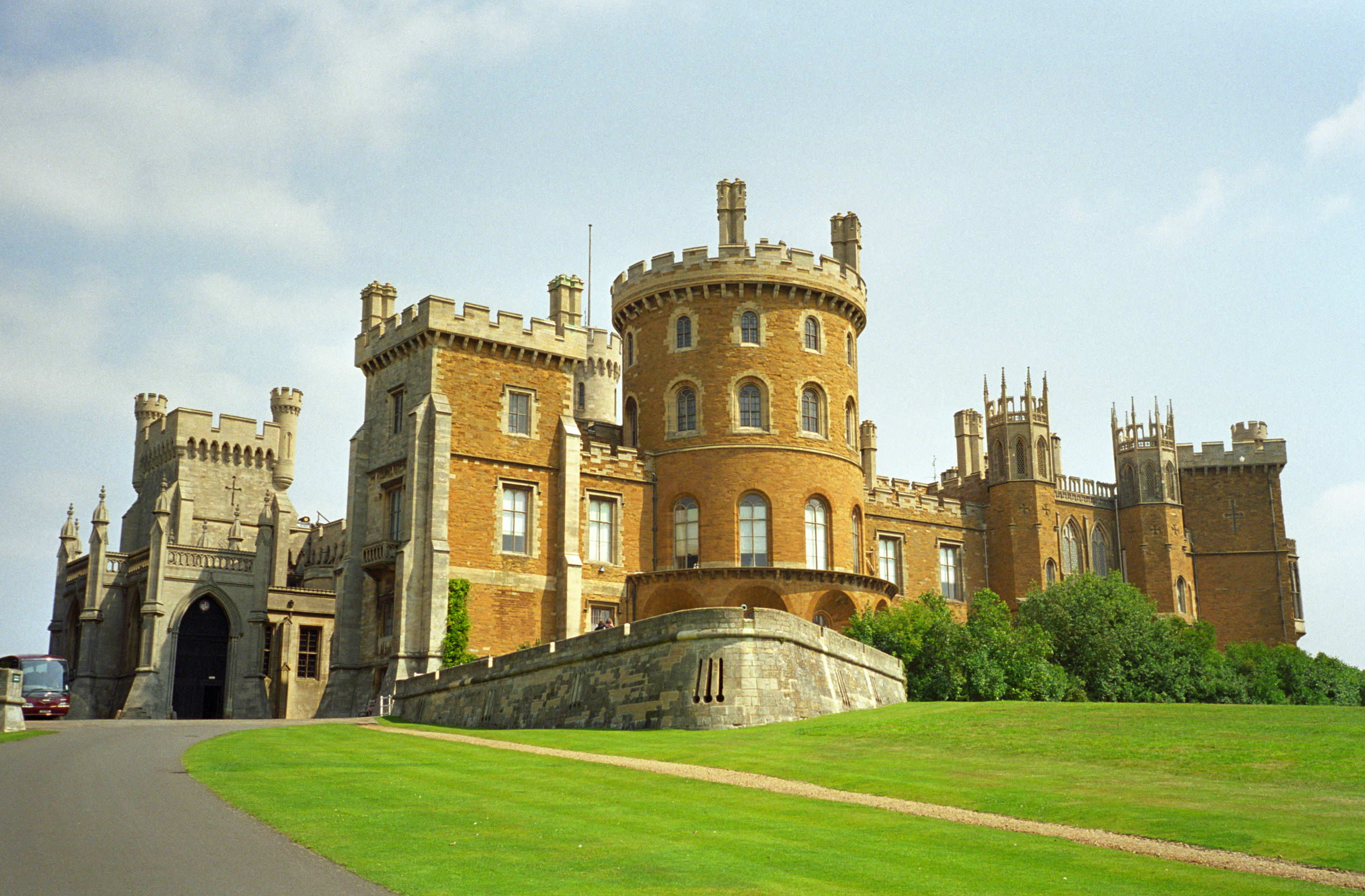
Zámek Belvoir Castle (Leicestershire), rodiště a místo úmrtí 7. vévody z Rutlandu

Poprvé se oženil v roce 1851 s Catherine Marlay (1831-1854), dcerou podplukovníka George Marlaye. Z jejich manželství se narodil syn Henry Manners, 8. vévoda z Rutlandu (1852-1925). Po ovdovění se podruhé oženil s Janet Hughan (1836-1899), která byla spřízněná s rodem vévodů ze St. Albans. Z prvního manželství pocházel dědic titulů Henry Manners, 8. vévoda z Rutlandu (1852-1925). Z druhého manželství se narodilo dalších pět synů, z nichž dva zemřeli v mládí. Z ostatních synů lord Edward Manners (1864-1903) zasedal v Dolní sněmovně, poslancem byl také lord Cecil Manners (1868-1945), který zahynul tragicky pádem pod vlak. Lord Robert Cecil (1870-1917) padl jako plukovník za první světové války.